# American Fighter 4 – Die Vernichtung
American Fighter 4 – Die Vernichtung ist der vierte Teil der American-Fighter-Filmreihe. In diesem Film kehrt Michael Dudikoff, Hauptdarsteller der ersten beiden Teile, in seine Rolle zurück. Die Regie übernahm Cedric Sundstrom, der auch schon den dritten Film inszeniert hatte.

## Handlung
Joe Armstrong ist dem Friedenskorps beigetreten und arbeitet nun als Lehrer. Seine Vergangenheit als Ninja möchte er vergessen. Als jedoch eine Eliteeinheit der US-Armee von feindlichen Ninjas entführt wird, bittet ihn der hochrangige CIA-Agent Gavin um seine Hilfe bei der Befreiung der Truppen. Armstrong lehnt ab, ein dann eingeleiteter Rettungsversuch der CIA schlägt fehl, so dass nun auch Sean gefangen ist. Als Joe davon erfährt, ändert er seine Meinung und bricht nach Afrika auf, um seinen alten Freund zu retten.

## Kritik
„Vierter Teil der ‚American Fighter‘-Serie, in dem der politische Hintergrund einmal mehr für eine Aneinanderreihung von Kampfszenen herhalten muß.“

„Leider gibt ‚American Fighter 4 – Die Vernichtung‘ (1990) wie viele andere Cannon-Spätproduktionen actionmäßig nicht viel her und krankt an einer dermaßen haarsträubenden Story, welche selbst für die hartgesottensten Genrefans (wie mich) zu simpel und blöd ist. Was bleibt ist ein bescheidener, netter B-Action-Klopperstreifen.“

## Hintergrund
Das Drehbuch stammt von Darsteller James Booth, der hierfür ein Pseudonym verwendete.
Der Film wurde in Lesotho im südlichen Afrika gedreht.
Der nachfolgende American Fighter 5 ist keine Fortsetzung, sondern wurde lediglich für den Videomarkt umbenannt. Die hierin von David Bradley übernommene Hauptrolle ist ein gänzlich anderer Charakter.